# Piophila confusus
Piophila confusus är en tvåvingeart som beskrevs av Soos 1977. Piophila confusus ingår i släktet Piophila och familjen ostflugor.
Artens utbredningsområde är Afghanistan. Inga underarter finns listade i Catalogue of Life.